# Granice (gmina Trzcinica)
Granice – kolonia w Polsce położona w województwie wielkopolskim, w powiecie kępińskim, w gminie Trzcinica. Miejscowość wchodzi w skład sołectwa Laski.
W latach 1975–1998 miejscowość należała administracyjnie do województwa kaliskiego.